# Músculo bíceps braquial
El bíceps braquial ([TA]: musculus biceps cubiti) es un músculo de la región anterior del brazo, donde cubre a los músculos coracobraquial y braquial anterior.

## Anatomía
En su parte superior se compone de dos porciones o cabezas:
1. La porción corta o interna, que se origina en la apófisis coracoides por un tendón común con el coracobraquial.
2. La porción larga o externa, que se origina en tuberosidad supraglenoidea de la escápula (omóplato) y desciende por la corredera bicipital del húmero.

Ambos cuerpos musculares se reúnen, e insertan inferiormente mediante un tendón común, en la tuberosidad bicipital del radio.
El bíceps braquial está vascularizado por una o dos ramas de la arteria humeral, las arterias bicipitales.
Lo inerva una rama propia del nervio musculocutáneo: el nervio del bíceps.

## Movilidad
El bíceps es un músculo que permite la movilidad del brazo, y realiza la flexión del codo. 

## Funciones
Los movimientos del bíceps son:
- Con el codo fijo: actúa sobre la cintura escapular.

- Con el codo libre: producen supinación del antebrazo.

- Con el antebrazo fijo: producen flexión de codo.

- En rotación externa de hombro es motor primario en la abducción.

- En posición neutra del hombro es motor primario de la flexión anterior.

## Inervación
Inervado por el nervio músculocutaneo.